# Oumar Niasse
El Hadji Baye Oumar Niasse, född 18 april 1990 i Dakar, är en senegalesisk fotbollsspelare.

## Karriär
Den 1 februari 2016 värvades Niasse av Everton, där han skrev på ett 4,5-årskontrakt. Den 18 januari 2019 lånades Niasse ut till Cardiff City på ett låneavtal över resten av säsongen 2018/2019. Den 25 juni 2020 meddelade Everton att Niasse skulle lämna klubben i samband med att hans kontrakt gick ut i slutet av månaden.
Den 26 mars 2021 värvades Niasse av Huddersfield Town på ett korttidskontrakt över resten av säsongen 2020/2021.
Den 17 februari 2022 gick Niasse på fri transfer till League One-klubben Burton Albion. Den 10 mars 2023 skrev han på ett korttidskontrakt med League One-klubben Morecambe. Den 23 november 2023 skrev Niasse på ett korttidskontrakt med Northern Premier League Premier Division-klubben Macclesfield.